# Ejército irregular

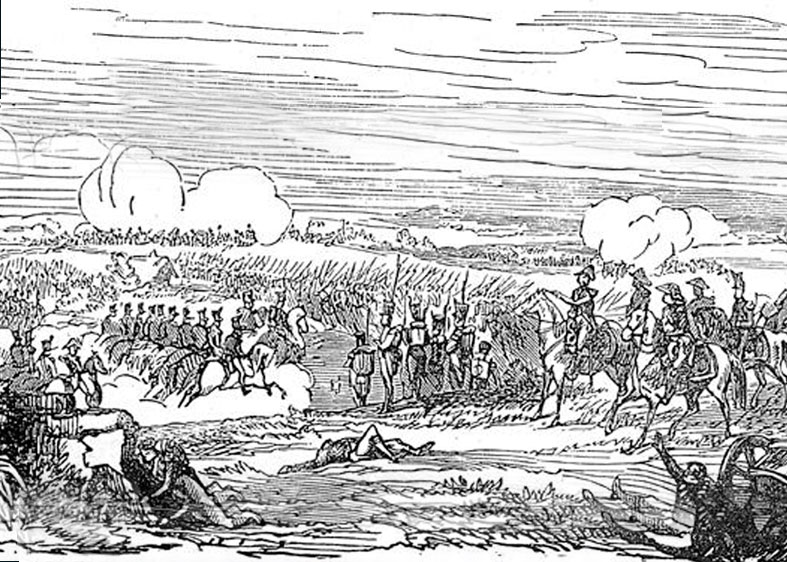
Un claro ejemplo de este tipo de ejército es el derrotado en Verdeloma lugar donde fueron derrotados los patriotas.

Un ejército irregular es aquel que no está organizado de acuerdo a los rangos y procedimientos de unas fuerzas armadas estándar. Bajo esta amplia definición caben tipos muy distintos de fuerzas, caracterizadas en general por no haber recibido el entrenamiento de una Escuela Militar y no actuar de la manera altamente organizada que caracteriza a los ejércitos modernos. Este término incluye milicianos, partisanos, mercenarios, montoneras, guerrillas y paramilitares.
Los ejércitos irregulares son frecuentes en conflictos civiles, revolucionarios o de resistencia ante la invasión de una potencia extranjera donde la implicación directa de la población pone en situación de combate a personas sin preparación formal al respecto; desempeñan en general funciones de guerra no convencional, como hostigamiento, guerra de guerrillas, emboscadas o resistencia clandestina, en las que su organización menos estrecha no representa una desventaja.